# بخش جوقین
بخش جوقین یکی از بخش‌های شهرستان شهریار استان تهران ایران است. در سال ۱۳۹۷، دهستان جوقین و دهستان فردوس، به همراه شهرهای وحیدیه و فردوسیه بخشی جدید به نام بخش جوقین را تشکیل دادند. مرکز این بخش واقع درجوقین است.

## تقسیمات کشوری
- بخش جوقین
  - دهستان جوقین
  - دهستان فردوس

شهرها : وحیدیه ، فردوسیه

## جمعیت
براساس سرشماری عمومی نفوس و مسکن در سال ۱۳۹۵، جمعیت بخش جوقین برابر با ۵۱۴،۷۴۰ نفر بوده‌است.